# Vorbis注释
Vorbis注释(Vorbis comment)是一种元数据容器，被应用于 Vorbis、FLAC、Theora、Speex 和 Opus codec 文件格式中。它存储诸如标题、演唱者、轨道数等关于文件的信息并将他们一同存入文件中。

## 格式
Vorbis标签是由一系列形如FieldName=Data的标签组成的。标签名是大小写不敏感的(無分大小寫)，范围从ASCII码0x20(space)至0x70('=')，0x3D('}')除外。标签的数量和长度均不能超过4,294,967,295(32位无符号整数所能存储的最大值)，但多数标签编辑器拥有更严格的限制。值部分是UTF-8编码的，所以可以使用任何Unicode字符。
与ID3相反，标准并没有对存储数据的格式做出任何定义。同一标签名也可以出现不止一次，如一首歌有两个歌手，则鼓励使用两个ARTIST=...这样的标签，不推荐将两个歌手的信息存储在一个标签中。
格式规范中给出了一些示例标签名，例如TITLE和TRACKNUMBER。绝大多数程序同时支持一些事实上的标准，例如DISCNUMBER和存储含有回放增益的标签。
Vorbis标签不能存储二进制数据，这是由它的设计决定的。存储二进制数据是Ogg等容器格式的任务，任何额外的二进制数据都会在容器中被编码成数据流。